# Rusewo
Rusewo (deutsch Rauschbach) war ein Ort in der polnischen Woiwodschaft Ermland-Masuren innerhalb der Landgemeinde Lelkowo (Lichtenfeld) im Powiat Braniewski (Kreis Braunsberg), gehörte er zum Kreis Heiligenbeil in Ostpreußen.

## Geographische Lage
Die Ortsstelle Rusewos resp. Rauschbachs liegt im Nordwesten der Woiwodschaft Ermland-Masuren, 18 Kilometer südöstlich der ehemaligen und heute auf russischem Staatsgebiet gelegenen Kreisstadt Heiligenbeil (russisch Mamonowo) bzw. 19 Kilometer südöstlich der heutigen Kreismetropole Braniewo (Braunsberg).

## Geschichte
Wahrscheinlich ist das seinerzeitige Rauschbergk im Jahre 1336 gegründet und nach 1685 Rauschbeck bzw. nach 1820 Rauschbach genannt worden. Als eine Landgemeinde kam der Ort 1874 zum neu errichteten Amtsbezirk Hohenfürst (polnisch Wyszkowo) im ostpreußischen Kreis Heiligenbeil, Regierungsbezirk Königsberg.
Im Jahre 1910 waren 125 Einwohner in Rauschbach gemeldet. Ihr Zahl belief sich 1933 auf 106 und 1939 auf 94.
Als 1945 in Kriegsfolge das gesamte südliche Ostpreußen an Polen abgetreten wurden musste, erhielt Rauschbach die polnische Namensform „Rusewo“. Doch leider verliert sich schon bald die Spur des Ortes, der vielleicht in Wyszkowo (Hohenfürst) aufgegangen sein könnte. Er gilt heute als untergegangen. Seine Ortsstelle liegt im Gebiet der Gmina Lelkowo im Powiat Braniewski, von 1975 bis 1998 der Woiwodschaft Elbląg, seither der Woiwodschaft Ermland-Masuren zugehörig.

## Religion
Rauschbach war bis 1945 in das Kirchspiel der evangelischen Kirche Hohenfürst (polnisch Wyszkowo) in der Kirchenprovinz Ostpreußen der Kirche der Altpreußischen Union eingepfarrt.

## Verkehr
Die Ortsstelle von Rusewo resp. Rauschbach liegt unmittelbar ein der Nebenstraße, die von Wysoka Braniewska (Hogendorf) und Posady (Palten) nach Wyszkowo (Hohenfürst) und Jachowo (Hanswalde) und weiter bis zur polnisch-russischen Staatsgrenze verläuft  und bis 1945 weiter bis nach Deutsch Thierau (russisch Iwanzowo) führte. Eine Bahnanbindung besteht nicht.